# Гаражний панк
Гаражний панк (від англ. garage punk) — музичний жанр на стику гаражного року та панк-року. Зазвичай це доволі швидка лоу-фай музика, яку можна впізнати по бруднуватому, різкому гітарному звуку, сирому звучанню всіх інструментів в цілому. Здебільшого гараж панк-гурти підписані на невеликі незалежні рекорд лейбли або ж видаються самостійно.

## Історія
Жанр бере свій початок з панк-гуртів 1970-х та 1980-х та з американських гаражних гуртів (натхнених британськими ритм-н-блюзовими гуртами).
Раніше англійські панк-гурти, такі як The Clash нерідко характеризували себе, як «гаражні гурти» (на першому, однойменному, альбомі The Clash присутня композиція «Garageland», яка містить такі рядки: «We’re a garage band, We come from garageland».
Окрім впливів панк-року та гаражного року, гаражний панк увібрав в себе елементи соул музики, біту, серфу, пауер-попу, хардкор-панку и психоделії.
В період 1990—2000 рр. з'являються гурти New Bomb Turks, The Oblivians, The Gories, The Mummies та The Humpers.